# Beania octaceras
Beania octaceras är en mossdjursart som beskrevs av Okada och Shunsuke F. Mawatari 1938. Beania octaceras ingår i släktet Beania och familjen Beaniidae. Inga underarter finns listade i Catalogue of Life.